# 添田陵輔
添田 陵輔（そえだ りょうすけ、2003年11月13日 - ）は、日本のアイドルであり、6人組男性アイドルグループ「世が世なら!!!」のメンバーである。
埼玉県出身。つばさ男子プロダクション所属。

## 来歴
2021年10月24日、スカウトを経てつばさレコーズ発の芸能プロダクション・つばさ男子プロダクションが結成した男性アイドルグループ「世が世なら!!!」の5人目のメンバーとして加入。
2024年、パーセプションステージ『Opus.COLORs 』  織堂優一 役で俳優デビュー 。

## 人物
- 特技：木材のコレクション[5]
- 趣味：サッカー[5]

## 出演

### 舞台
- パーセプションステージ『Opus.COLORs』（2024年5月10日 - 19日、品川プリンスホテル クラブeX） - 織堂優一 役[6]
- 舞台『私たち…』（2024年8月31日 - 9月8日、赤坂RED/THEATER） - 須藤駿 役 [7]
- 音楽劇「無人島に生きる十六人」（2025年1月25日 - 2月2日、日本青年館ホール） - 信澤与一 役[8]